# Salt (pel·lícula)
Salt és una pel·lícula d'acció de 2010 dirigida per Phillip Noyce i protagonitzada per Angelina Jolie. Es va doblar al català per al DVD i Blu-ray gràcies al Servei Català de Doblatge. La plataforma de vídeo sota demanda Netflix va incorporar la versió doblada al català el 10 de juliol de 2022.

## Argument
Com a oficial de la CIA, Evelyn Salt (Angelina Jolie) va fer un jurament de lleialtat i honor vers el seu país. Quan un desertor rus l'acusa ser una espia del KGB encoberta, Salt es veu obligada a fugir de les autoritats estatunidenques. Segons aquestes, el seu objectiu és atemptar contra el president dels Estats Units i, per tant, han de destruir-la sense miraments. Salt, però, sap que és innocent i haurà d'utilitzar totes les seves habilitats com a espia perquè no la capturin mentre busca la manera de descobrir la persona que li ha pres la identitat.

## Repartiment
| Intèrpret         | Veu en català       | Personatge         |
| ----------------- | ------------------- | ------------------ |
| Angelina Jolie    | Núria Mediavilla    | Evelyn Salt        |
| Liev Schreiber    | Joan Carles Gustems | Ted Winter         |
| Chiwetel Ejiofor  | Carles di Blasi     | Peabody            |
| Daniel Olbrychski | Iuri Mikhaïlitxenko | Vassily Orlov      |
| Hunt Block        | Toni Sevilla        | President Lewis    |
| Olek Krupa        | Enric Arquimbau     | President Matveyev |
| Corey Stoll       | Ramon Canals        | Shnaider           |
| Gaius Charles     | Toni Astigarraga    | Oficial de la CIA  |
| Marion Mccorry    | Lourdes López       | Directora Medford  |
| Lara Apponyi      | Lara Ullod          | Reportera          |

## Producció
Tom Cruise, en un principi, havia de ser l'actor que interpretés a Salt. Això no obstant, a causa de la incompatibilitat del seu rodatge amb altres projectes que Cruise tenia pendents, al final, va abandonar l'equip. Així, es va buscar un substitut per al paper protagonista de la pel·lícula el qual, després de comprovar diversos noms com el de Will Smith, va recaure en mans d'Angelina Jolie. D'aquesta manera, el guió també es va acabar reescrivint, transformant Edwin Salt en Evelyn Salt.
El rodatge de la cinta va tenir lloc a Washington DC i la ciutat de Nova York entre el març i el juny del 2009. Durant la filmació, Jolie va ser lleugerament ferida al cap mentre estava rodant una escena d'acció. L'actriu va ser ràpidament enviada a l'hospital com a precaució, però, en va acabar sortint el mateix dia sense impediments mèdics.

## Crítica
- "Salt està preparada per a mantenir-te el pols a tota velocitat mentre el teu cervell deixa de pensar. (...) Accepta la il·lògica o et perdràs la diversió" (Peter Travers: Rolling Stone).
- "Salt sap com mantenir-se una passa davant teu (...) Diantre, la pel·lícula és entretinguda. Així doncs.. què importa si en realitat són escombraries?" (Owen Gleiberman: Entertainment Weekly).
- "Salt és un thriller endiabladament bo. Fa totes les coses que no suporto en les males pel·lícules, i les fa en una de bona. (...) És gloriosament absurda." (Roger Ebert: Chicago Sun-Times).
- "Ella [Angelina Jolie] és el principal efecte especial i un recordatori de què fins i tot en una era d'excés tecnològic, el que compta és l'estrella" (A. O. Scott: The New York Times).

## Nominacions
- 2011. Oscar al millor so